# Trang viên ở Kołaczkowo

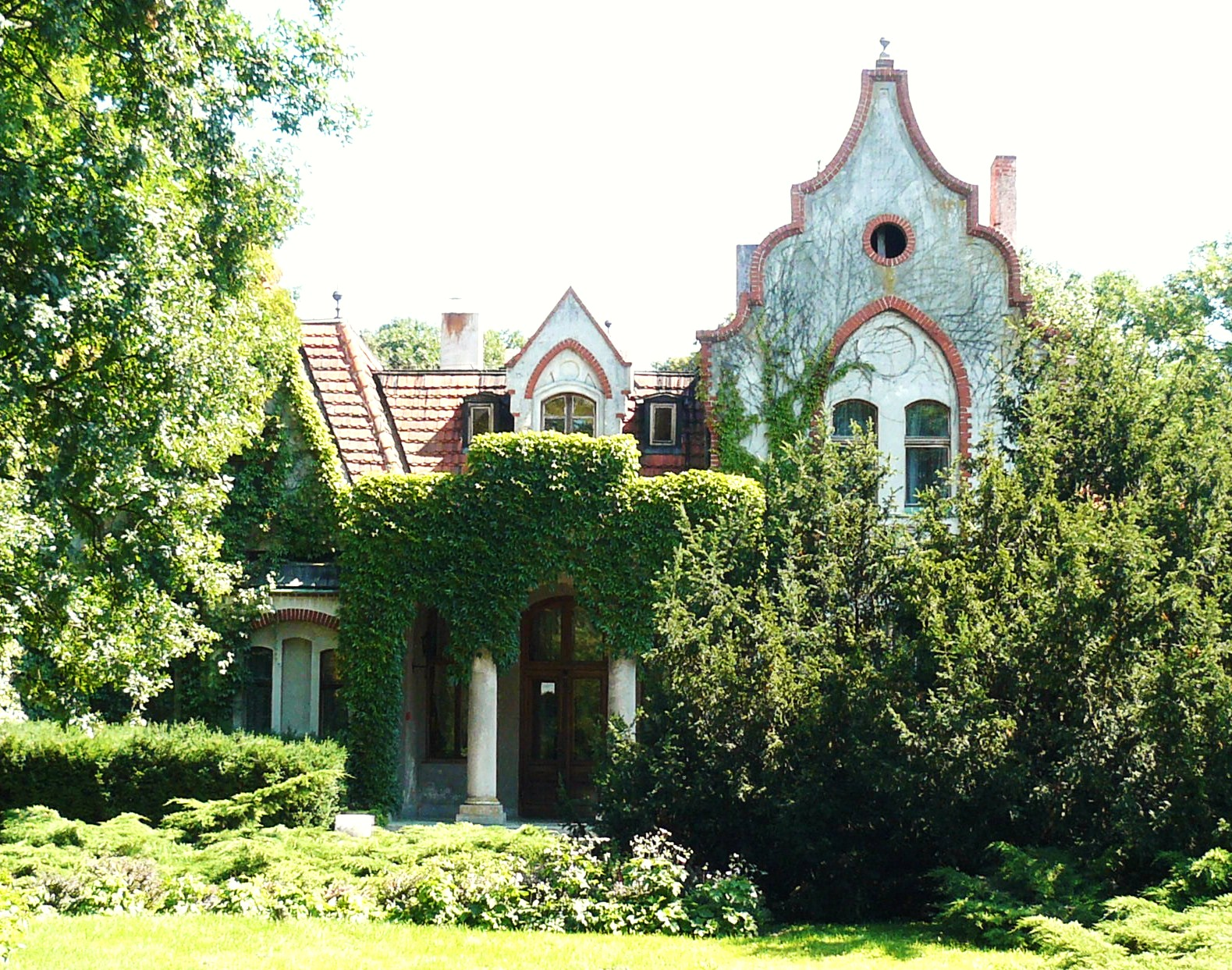
Trang viên ở Kołaczkowo (2011)

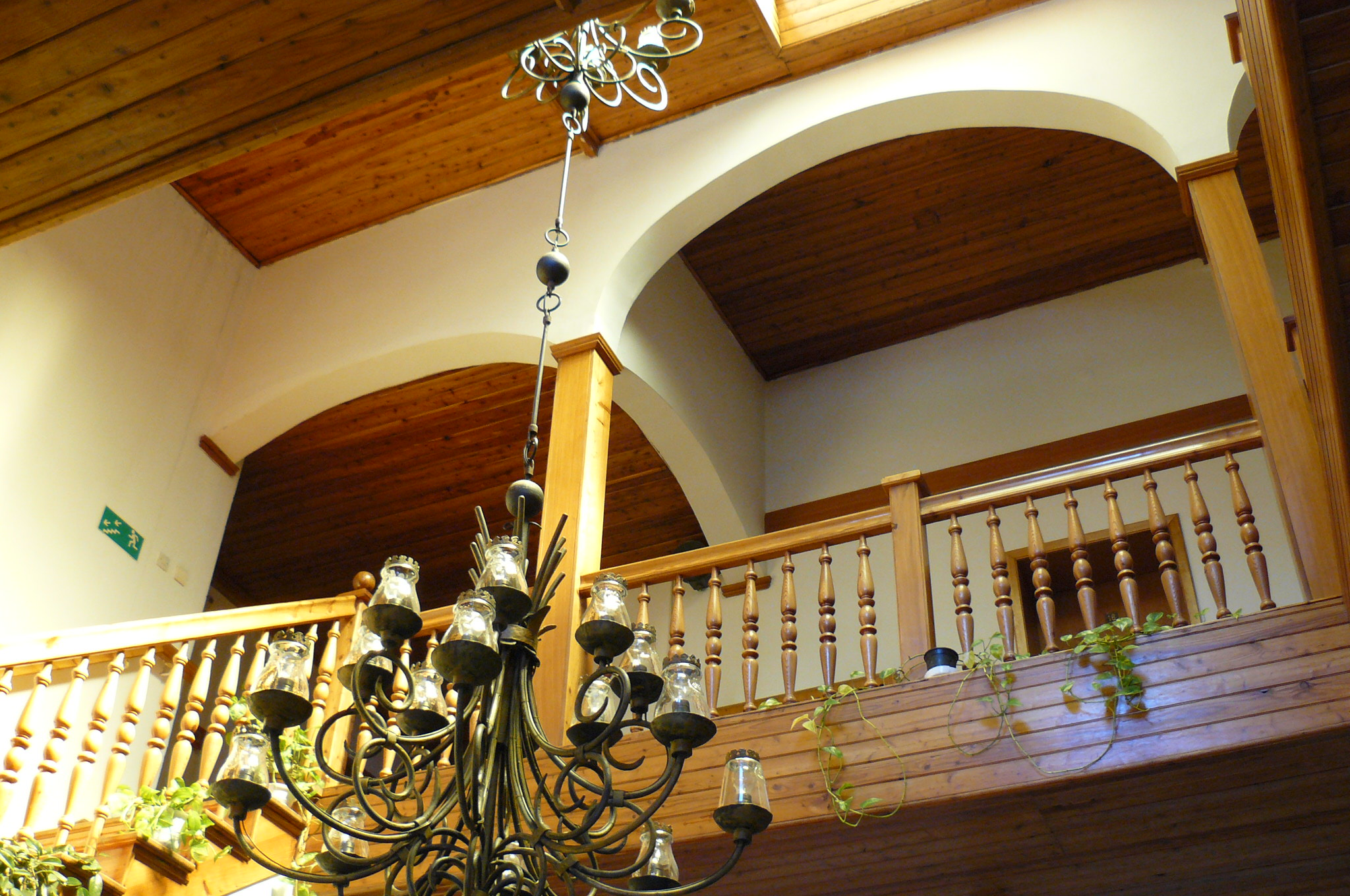
Nội thất sau khi được tân trang (2011)

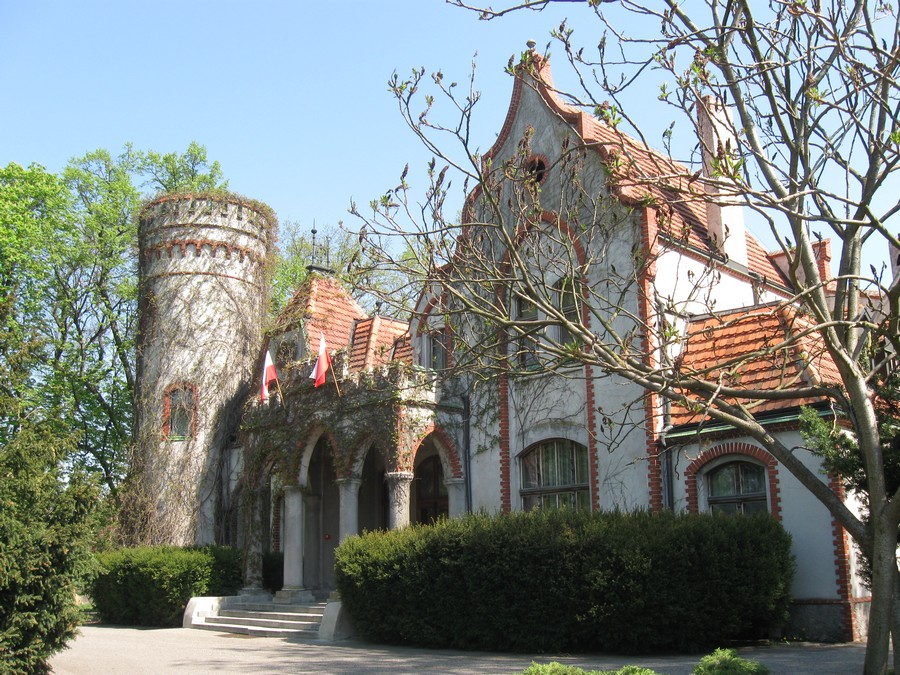
Trang viên (2012)

Trang viên ở Kołaczkowo (tiếng Ba Lan: Dwór w Kołaczkowie) là một trang viên được thiết kế theo phong cách tân Gothic  trong giai đoạn 1870–1880, tọa lạc ở làng Kołaczkowo, huyện Gnieźnieński, tỉnh Wielkopolskie, Ba Lan. Công trình kiến trúc này có tên trong sổ đăng ký di tích.

## Kiến trúc
Phong cách kiến trúc của trang viên được lấy cảm hứng từ những câu chuyện cổ tích. Đây là một ngôi nhà theo chủ nghĩa chiết trung cũng như chịu ảnh hưởng sâu sắc của phong cách tân Gothic. Gian nhà được chia làm nhiều phòng nhỏ. Trang viên còn có nhiều công trình phụ nổi bật với các cột trụ chống đỡ. Ngoài ra, cả ngôi nhà được bao phủ bởi màu xanh của nhiều loài cây dây leo để tạo bóng mát, rõ thấy nhất là cây thường xuân. Công trình kiến trúc này từng làm trụ sở cho một trang trại địa phương. Trong giai đoạn 1979-1983, ngôi nhà được tân trang toàn diện từ trong ra ngoài.

## Chủ sở hữu
Chủ sở hữu trang viên qua các thời kỳ:
- Năm 1769: Magdalena Kaszkowska
- Năm 1788: Brygida Dembinska i Bonawentura Dydynski
- Năm 1794: Ignacy Dembinski
- Đầu thế kỷ 19: Wołłowiczowie
- Năm 1839: Władysław Breza
- Năm 1840: Marcel Pomiński
- Năm 1846: Aleksander Graeve
- Năm 1887: Maciej Prądzyński
- 1906-1939: Nepomucen Mukułowski
- Từ năm 1945: Skarb Państwa